# 高岡町上倉永
高岡町上倉永（たかおかちょうかみくらなが）は、宮崎県宮崎市の地名。高岡地域自治区に属している。郵便番号は880-2213（内の八重地区等一部は889-1713）

## 地理
宮崎市の中西部、旧高岡町の東部に位置する。北端を大淀川が、南端を清武川水系黒北川が流れる。大字細江、大字長嶺、大字富吉、高岡町下倉永、高岡町花見、高岡町小山田、高岡町五町（大淀川南地区）、田野町乙と接する。

## 地名の由来
江戸時代に倉永村が二分され、上倉永村、下倉永村が誕生した。当地は穀倉地帯であり、米倉があったことに由来する説がある。

## 歴史
- 明治22年（1889年）5月1日 - 町村制の施行により旧上倉永村を含めた7村で穆佐村が発足。
- 昭和30年（1955年）4月1日 - 高岡町・穆佐村が合併し、改めて高岡町が発足
- 平成18年（2006年）1月1日 - 高岡町が宮崎市に編入。

## 世帯数と人口
2023年（令和5年）4月1日現在の世帯数と人口は以下の通りである。
| 町丁         | 世帯数  | 人口  |
| ------------ | ------- | ----- |
| 高岡町上倉永 | 292世帯 | 590人 |

## 小・中学校の学区
市立小・中学校に通う場合、学区は以下の通りとなる。
| 町名         | 小学校             | 中学校             |
| ------------ | ------------------ | ------------------ |
| 高岡町上倉永 | 宮崎市立穆佐小学校 | 宮崎市立高岡中学校 |

## 交通

### バス
宮交グループの運営するバスが営業している。

### 道路
- 宮崎県道13号高岡郡司分線
- 宮崎県道28号日南高岡線

## 施設
- 宮崎県中部地区衛生組合